# Síndrome de Nutcracker
El síndrome de Nutcracker o del cascanueces (NCS por sus siglas en inglés) es una afección infrecuente que ocurre cuando la vena del riñón izquierdo se comprimen entre las arterias vecinas. Por ello se le conoce también como síndrome de atrapamiento de la vena renal. Esta compresión de la vena renal la dilatación del segmento distal de la vena del riñón izquierdo con la consecuente hipertensión venosa en dirección del riñón.
Algunas personas pueden no presentar síntomas, mientras que otras presentan sangre en la orina, dolor en el flanco, dolor pélvico o mareos al estar de pie. Los varones pueden desarrollar un varicocele en el lado izquierdo. Otras complicaciones pueden incluir la coagulación de la vena y problemas renales.
La compresión se produce con mayor frecuencia entre la aorta abdominal (AA) y la arteria mesentérica superior (AMS), aunque también puede producirse entre la aorta y la columna vertebral. En las imágenes, la vena renal da un parecido a una nuez entre las mandíbulas de la aorta y la arteria mesentérica superior que funcionan como cascanueces, de ahí su nombre. El síndrome de la arteria mesentérica superior es una afección diferente en la que el duodeno es el que está comprimido entre la AMS y la AA.
Los factores de riesgo en esta afección sonː cánceres retroperitoneales, aneurisma de aorta abdominal, índice de masa corporal bajo, lordosis y ganglios linfáticos agrandados alrededor de la aorta. El diagnóstico puede sospecharse basándose en los síntomas y confirmarse mediante imágenes médicas tras descartar otras posibles causas.
A menudo no está claro cuál es el mejor tratamiento, si los síntomas son leves, puede recomendarse un tratamiento conservador y un aumento de peso en las personas delgadas.  Si la orina es visiblemente sanguinolenta, se produce una disfunción significativa o la afección no mejora tras 6 a 24 meses de observación, puede recomendarse la cirugía, que puede implicar la colocación de un stent endovascular, realizarse por vía laparoscópica o con una técnica abierta. En los niños, la afección puede resolverse con el tiempo.
Aunque se ha descrito como poco frecuente, no está claro con qué frecuencia se produce. Suele aparecer entre los 20 y los 30 años de edad. El trastorno fue descrito por primera vez en 1937 por Grant. Sin embargo, el término no empezó a utilizarse hasta 1971 por Chait. El nombre deriva de la compresión de la vena por la arteria, que parece un cascanueces aplastando una nuez.

## Etiología
En la anatomía normal, la vena renal izquierda (VRI) viaja entre la arteria mesentérica superior (AMS) y la aorta abdominal (AA). Ocasionalmente, la VRI viaja detrás de la AA y por delante de la columna vertebral. El síndrome se divide en función de cómo viaja la VRI, siendo el NCS anterior el atrapamiento por la AMS y la AA, y el NCS posterior la compresión por la AA y la columna vertebral. El NCS también puede deberse a otras causas, como la compresión por cáncer de páncreas, tumores retroperitoneales y aneurismas aórticos abdominales.  Aunque existen otros subtipos, estas causas son más infrecuentes en comparación con el atrapamiento por la AME y la AA.  Los pacientes con NCS suelen tener un IMC bajo, ya que esto puede provocar una brecha más estrecha entre la AMS y la AA para la VRI.

## Cuadro Clínico

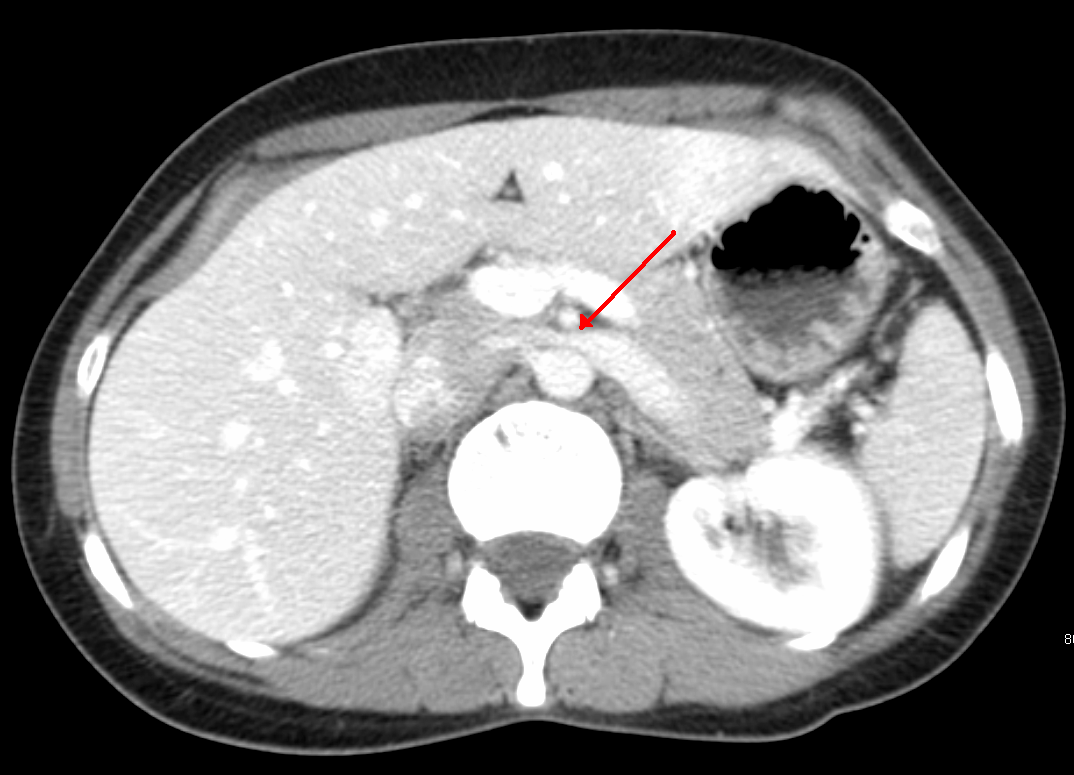
Compresión de la vena renal izquierda (marcada con la flecha) entre la arteria mesentérica superior y la aorta debido al síndrome del cascanueces.

Los signos y síntomas del síndrome de cascanueces se derivan todos de la obstrucción del flujo de salida de la vena renal izquierda. La compresión provoca hipertensión de la vena renal, lo que lleva a hematuria (que puede provocar anemia) y dolor abdominal (clásicamente dolor en el flanco izquierdo). El dolor abdominal puede mejorar o empeorar dependiendo de la postura de la persona. Los pacientes también pueden tener proteinuria ortostática, o presencia de proteínas en la orina dependiendo de cómo se sienten o se paren.
Dado que la vena gonadal izquierda drena a través de la vena renal izquierda, ester síndrome también puede provocar dolor testicular izquierdo en hombres o dolor en el cuadrante inferior izquierdo en mujeres, especialmente durante las relaciones sexuales o durante la menstruación. Ocasionalmente, la inflamación de la vena gonadal puede provocar el síndrome de la vena ovárica en las mujeres. Pueden producirse náuseas y vómitos debido a la compresión de las venas esplácnicas. Una manifestación inusual incluye la formación de varicocele y venas varicosas en las extremidades inferiores.  Otro estudio clínico ha demostrado que el síndrome del cascanueces es un hallazgo frecuente en pacientes con varicocele y, por ello, el síndrome del cascanueces debería excluirse en el diagnóstico diferencial como una posible causa de varicocele y congestión pélvica. Los dolores de cabeza pueden desarrollarse cuando las venas colaterales se ramifican desde el riñón hacia el plexo espinal. Además, los hallazgos comunes que se desarrollan junto con el síndrome de cascanueces son el POTS y el síndrome de congestión pélvica. La congestión pélvica ocurre cuando la sangre fluye hacia la pelvis desde el riñón, lo que agranda las venas pélvicas y da lugar a venas varicosas internas. Esto puede provocar dolor pélvico y también irritación del tracto gastrointestinal, causando hinchazón, sensación de plenitud abdominal, estreñimiento y/o diarrea. A menudo, el síndrome del cascanueces ocurre junto con otras compresiones abdominales, como el síndrome de May Thurner, el síndrome de la arteria mesentérica superior y el síndrome del ligamento arqueado medio.

## Diagnóstico
El síndrome del cascanueces se diagnostica mediante imágenes como la ecografía Doppler (DUS), la tomografía computarizada (TC) con contraste, la resonancia magnética (MRI) y la venografía.  La DHE es la opción inicial después de la sospecha clínica basada en los síntomas. Sin embargo, a menudo pueden pasarse por alto las compresiones vasculares y se necesita una TC con y sin contraste para visualizar las estructuras vasculares. Se puede utilizar una resonancia magnética si no es posible evaluarla con una tomografía computarizada. La venografía con IVUS es el estándar de oro para el diagnóstico. 

### Ultrasonido Doppler
Aunque su capacidad para detectar la compresión de la vena renal depende de cómo se posiciona el paciente durante la toma de imágenes y del conocimiento y la habilidad del técnico, se recomienda la ecografía DUS como herramienta de detección inicial, ya que tiene una alta sensibilidad (69-90%) y especificidad (89-100%). La DUS mide el diámetro anteroposterior, y una velocidad de flujo sistólico máximo al menos cuatro veces más rápida que una vena no comprimida es indicativa en el diagnóstico del síndrome del cascanueces. 

### TC y RMN
Se indica la tomografía computarizada y una resonancia magnética con contraste para confirmar la compresión de la AA y la AMS con mediciones completas de la vasculatura abdominal. A menudo se puede observar un "signo de pico" en las tomografías computarizadas debido a la compresión de la vena renal izquierda. Sin embargo, la tomografía computarizada y la resonancia magnética no pueden demostrar el flujo dentro de la vena comprimida. Estas dos modalidades se pueden utilizar para confirmar otras evidencias del síndrome del cascanueces, como el retorno del flujo sanguíneo a las venas ováricas.  

### Venografía
Si es necesaria una confirmación adicional, se utiliza la venografía como prueba estándar de oro para diagnosticar el síndrome del cascanueces. Un gradiente medio de retroceso renal-cava de >3 mmHg se considera diagnóstico del sídrome. Aunque este método sigue siendo el estándar de oro, los valores en individuos no afectados pueden variar considerablemente, lo que lleva a que algunas mediciones en pacientes con el síndrome del cascanueces sean similares a las de individuos no afectados. Esto puede deberse en parte a mecanismos compensatorios en la vasculatura como resultado del aumento de la presión arterial. La naturaleza invasiva del procedimiento es otra consideración en comparación con la ecografía DUS y la tomografía computarizada/resonancia magnética como modalidades de imágenes. 

### Diagnóstico diferencial
- Síndrome de congestión pélvica
- Cálculos renales
- Síndrome de May-Thurner
- Neoplasias malignas genitourinarias
- Síndrome de hematuria y dolor lumbar [17]

## Tratamiento

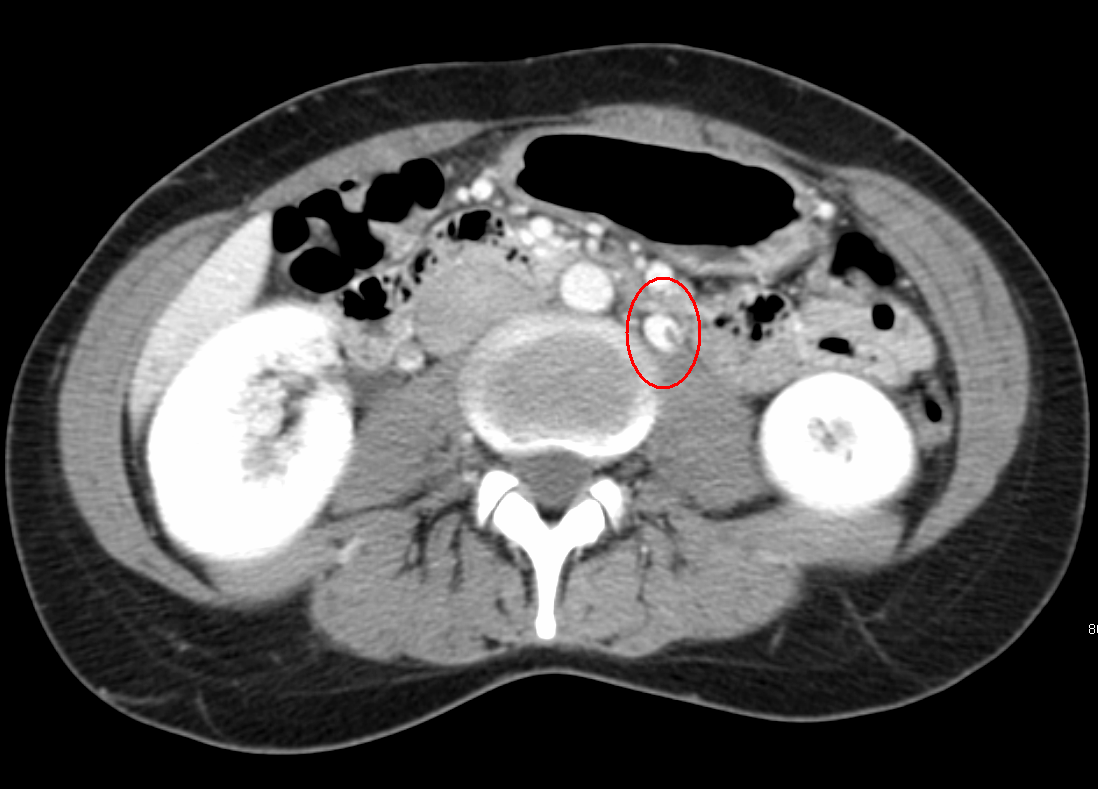
Trombosis en la vena renal izquierda asociada a dilatación.

La decisión entre tratamiento conservador y quirúrgico depende de la gravedad de los síntomas. Además de las medidas conservadoras, las terapias más invasivas incluyen la colocación de stents endovasculares, la reimplantación de la vena renal, y la embolización de la vena gonadal.  Se utiliza un tratamiento conservador si el paciente es un niño y la hematuria es leve.  Por el contrario, los síntomas más graves, como la función renal reducida, el dolor en el flanco y la anemia, se tratan con intervenciones quirúrgicas. 

### Manejo conservador
Se recomienda un tratamiento conservador en niños, ya que un mayor crecimiento puede provocar un aumento del tejido en la bifurcación entre la AMS y la aorta abdominal, lo que proporciona espacio para que la VRI pase sangre sin obstrucciones.  El tratamiento en este caso consiste en aumentar de peso para construir más tejido adiposo, disminuyendo la compresión. La sangre venosa también puede dirigirse hacia las venas formadas como resultado de la presión arterial más alta, lo que puede contribuir al alivio sintomático de las personas a medida que envejecen.  Se ha demostrado que el 75% de los pacientes adolescentes han resuelto sus síntomas después de dos años. También se pueden utilizar medicamentos que disminuyen la presión arterial, como inhibidores de la ECA, para reducir la proteinuria. 

### Tratamiento quirúrgico

#### Procedimientos abiertos y laparoscópicos
Existen varios procedimientos diferentes disponibles para gestionar el NCS, que incluyen:
- Transposición de la vena LRV: la vena LRV se mueve más abajo en el abdomen y, por lo general, se reimplanta en la vena cava inferior (VCI) para que ya no esté comprimida. [12]
- Transposición de la vena gonadal o transposición de la vena ovárica izquierda: la vena gonadal izquierda se transpone a la vena cava inferior para reducir la cantidad de sangre que drena hacia la pelvis, eliminando la congestión pélvica y permitiendo que el riñón drene directamente hacia la VCI a través de la vena ovárica izquierda. [12]
- Bypass renocaval con vena safena: se utiliza un segmento de la vena safena interna como segunda conexión entre la VRI y la VCI para aliviar la acumulación de presión. [12]
- Autotrasplante renal: transferencia del riñón izquierdo desde su ubicación original en el cuerpo a otra ubicación para evitar la compresión venosa. [12]
- Nefrectomía: en casos de tratamientos quirúrgicos fallidos o en personas que no desean someterse a cirugías abiertas, la extracción del riñón mediante laparoscopia para donación altruista es una opción.

La transposición de la VRI es el procedimiento más común que se realiza, seguido del autotrasplante renal y la derivación de la VRI.  En todos los casos de procedimientos abiertos, los datos son limitados para el seguimiento a largo plazo. Con respecto a la transposición de la VRI, la mayoría de los pacientes manifestaron una mejoría de los síntomas 70 meses después del procedimiento. 
Los procedimientos laparoscópicos incluyen la derivación venosa esplenorrenal laparoscópica y la transposición VRI-VCI laparoscópica.  Son técnicas poco comunes en comparación con los procedimientos abiertos, pero los resultados de dichos procedimientos son similares a los de los abordajes abiertos.  Si bien la cirugía robótica es posible, los datos sobre procedimientos robóticos son limitados en lo que respecta a los resultados y la relación coste-efectividad. 

#### Procedimientos endovasculares
Las intervenciones endovasculares implican el uso de estents para mejorar el flujo sanguíneo en el área de compresión de la vena ventricular izquierda.  Después del cateterismo, se realiza una venografía para visualizar la vasculatura y puede proporcionar un diagnóstico confirmatorio del síndrome antes de la colocación del estent. En estudios limitados posteriores a la colocación de un stent, el 97% de los pacientes tuvieron una mejoría de los síntomas a los seis meses después del procedimiento, y el seguimiento a largo plazo no mostró recurrencia de los síntomas después de 66 meses. Los riesgos involucrados incluyen la colocación incorrecta del stent, así como su desprendimiento y migración a la aurícula derecha.  Además, los pacientes deben recibir terapia anticoagulante después de la colocación del estent durante tres meses. Aunque es la opción quirúrgica menos invasiva para el tratamiento del síndrome, el uso de estents es controvertido entre los cirujanos. Muchos ya no recomiendan la colocación de un estent en la vena renal debido al alto riesgo de migración y la falta de alivio de los síntomas a largo plazo.